# Mag Stigman
Ignasi Stigman Pascual conocido artísticamente como Mag Stigman (Barcelona, 15 de octubre de 1984) es un mago, showman y psicólogo español, que se distingue por sus trucos en salas, televisión e internet  y por el uso de la magia en la enseñanza. Su trabajo artístico se caracteriza por combinar efectos de ilusionismo junto con coreografías de danza moderna, malabares y la participación del público.

## Trayectoria profesional
Psicólogo de formación, se graduó en Psicología en la Universitat Abat Oliba, es profesor de la Universidad Blanquerna-Ramon Llull y combina su faceta artística con la innovación pedagógica. 
Comenzó su carrera como psicólogo educativo en un colegio. Uno de sus pacientes, un niño autista de 11 años con síndrome de Asperger y con dificultades para relacionarse, aprendió sus trucos de magia y en navidades fue capaz de hacer un espectáculo ante su familia; lo que le mostró el decisivo poder de la magia y el juego como herramienta terapéutica.
Además de sus shows y espectáculos en teatro, desde 2012 utiliza la magia como herramienta para la enseñanza de las matemáticas, la conocida como matemagia, impartiendo cursos en escuelas e institutos. Influenciado por el libro de Fernando Blasco, y por la obra de Martín Gardner, pasó del mero espectáculo de magia en un colegio a combinar los trucos y la pedagogía, y a participar en diversos encuentros como Cosmo Caixa, que reunió Magia y Ciencia en 2014. En la Universidad Blanquerna-Ramon Llull imparte un curso de magia para educadores.
Durante el confinamiento continuó con su espectáculo de magia, trucos y tutoriales por internet a través de sus redes sociales,  sintiendo la necesidad de aportar un grano de arena para hacer menos duro el confinamiento y distraer a pequeños y mayores con sus juegos de cartas.
En 2022 recibió el galardón al mejor espectáculo de magia de los Premis Teatre Barcelona.

## Trayectoria artística
Es un apasionado del circo desde su niñez, cuando sus padres le llevaban al Gran Circo Mundial de la Monumental de Barcelona. Sus primeros pasos en el espectáculo, entreteniendo con trucos y malabares, datan de su infancia. Con 8 años salía de su cuarto disfrazado para entretener a los niños que esperaban en la consulta de su padre, pediatra. El primer truco de magia que le sorprendió y abrió su imaginación fue el juego de la moneda. Con 11 años empezó a formarse en danza y teatro en la escuela Memory y se sintió de nuevo fascinado por la actuación de un mago, decidiendo que esa sería su profesión. Se formó entonces leyendo todo tipo de obras sobre cartomagia, numismagia (trucos con monedas), y otras artes del ilusionismo. Su primera “actuación” fue en la fiesta de comunión de una vecina, tenía 16 años. A partir de entonces ha actuado en todo tipo de eventos, además de teatros, festivales y la televisión. Entre sus anécdotas está la actuación privada ante la familia del presidente de Kazajistán, cuando fue capaz de convertir un billete de 5 € en otro de 100 €, y el nieto del presidente kazajo sacó tres billetes de 500 euros del bolsillo y le preguntó qué podía hacer con ellos.
Entre los espectáculos que ha realizado cabe destacar el de la Sala Luz de Gas en Barcelona (2012); el IX Festival de Teatro Mágico de Barcelona, en el que actuó junto a diversos magos de renombre; los Premios Teatro de Barcelona III (2020), donde fue nominado como Mejor Espectáculo de Magia en 2020, el espectáculo “Más que Magia” (2015), y el más destacado, el espectáculo familiar mezclando magia y circo en “El circo de los imposibles” en la sala Cincomonos de Barcelona que se vio interrumpido por la pandemia. En él rinde homenaje a Harry Cameron conocido artísticamente como “The great Carmo”, que montó un circo de gran éxito a principios del siglo XX. Recuperando el ambiente de un circo (también los ritmos circenses de Nino Rota en la película de Fellini), el mago desarrolla todas sus habilidades para involucrar a los espectadores en un ambiente festivo donde se mezclan números de magia y desapariciones, con malabares y mazas, danza y Bollywood para arrancar a los niños y familiares sonrisas, expectación y asombro.
De 2016 a 2020 fue el copresentador del programa semanal sobre las artes escénicas Scenik de la Xarxa de Televisiones Locales de Cataluña. En este espacio hacía entrevistas, reportajes, actualidad cultural y realizó efectos de magia a invitados como Alaska, Mario Vaquerizo, Pablo Puyol, Bibiana Fernández, etc. Desde mayo de 2020 es el mago de cabecera del Catakrac, en Televisión de Barcelona (Betevé), el programa semanal dirigido a todas las niñas y niños del Barcelonés.

## Enlaces relacionados
- Página web oficial.
- Blog de Mag Stigman
- Entrevista en RTVE

- Datos: Q106640317
- Multimedia: Mag Stigman / Q106640317